# Gilbert Ier de La Forest
 (mars 2019).
Si vous disposez d'ouvrages ou d'articles de référence ou si vous connaissez des sites web de qualité traitant du thème abordé ici, merci de compléter l'article en donnant les références utiles à sa vérifiabilité et en les liant à la section « Notes et références ».
Gilbert de La Forest (1623-1706), est un gentilhomme, baron et comte de Rumilly-sous-Cornillon, baron de Divonne, colonel d’un régiment d’infanterie au service du duc de Savoie Charles-Emmanuel II.

## Biographie
Gilbert de La Forest naît en 1623.
Gentilhomme d’honneur de Marie-Jeanne-Baptiste de Savoie, duchesse et régente de Savoie, qui le fit comte en 1681 : « cette marque de notre faveur fera connaître en Savoie combien nous considérons votre zèle et votre naissance ». Les lettres patentes, octroyées par le duc Victor-Amédée II, sont datées de Turin, le 29 octobre 1698. Elles érigent Rumilly-sous-Cornillon en comté et confirment le titre de Comte à Gilbert de La Forest, à son fils François Emmanuel, et à tous leurs hoirs et successeurs quelconques .
En 1690, le roi Louis XIV ayant déclaré la guerre au duc Victor Amédée II, Gilbert I de La Forest, comte de Rumilly-sous-Cornillon,  reprit les armes, à 67 ans, et fut nommé gouverneur du fort de Vens, qui défendait la Gorge du Fier et la route de Seyssel à Rumilly, à une demi-lieue du Rhône, entre les montagnes des Princes et du Gros Foug.
L’armée française campait à Seyssel et s’apprêtait à pénétrer en Savoie où son premier objectif était de s’emparer du fort de Vens. Le 9 juillet des unités de grenadiers et les dragons du régiment de Bretagne franchirent le fleuve et s’établirent sur la rive opposée où des renforts commencèrent à passer sous leur protection. Mais le comte de Rumilly-sous-Cornillon qui suivait les mouvements à la lorgnette, fit descendre la garnison de Vens et les chevau-légers dans la plaine, par des chemins de montagne, et attaqua l’avant-garde française au bord du Rhône. La bataille s’engagea avec une grande violence.
Longtemps indécise et très meurtrière de part et d’autre, elle tourna au désavantage des troupes royales, qui perdirent leur chef, le comte de Carné, tué dans la mêlée par le comte de Rumilly sous-Cornillon, d’un coup de pistolet, et se termina par la victoire des soldats du duc Victor-Amédée II, qui restèrent maîtres du terrain.
Nommé lieutenant général, le comte de Rumilly-sous-Cornillon prit le commandement du camp de Curty, entre Droisy et Seyssel. Il mourut au château de Rumilly-sous-Cornillon, en 1706, à quatre-vingt-trois ans. Il avait épousé, en 1650, Jeanne-Françoise de Symond, veuve de Laurent de Gingins, baron de Divonne avec une fille unique, Bonne de Gingins, qui entra chez les religieuses bernardines, et testa en faveur de son beau-père, en 1663, lui léguant Divonne, première baronnie du Pays de Gex, avec toutes justices seigneuriales, bourg, villages, terres, forêts, rivière et château fort, bâti au XIIe siècle par les Gingins, dynastes suisses, originaires du Pays de Vaud. Veuf en 1662, le comte de Rumilly-sous-Cornillon s’était remarié avec Anne de Monthoux, fille du comte de Monthoux, conseiller d’État, gentilhomme de la Chambre du duc Charles-Emmanuel II, colonel du régiment de Monthoux, et de Gasparde de Mouxy, mariage célébré le 16 avril 1665.